# 坂倉にいな
坂倉にいな（さかくら にいな、1995年2月13日 - ）は、三重県四日市市出身のプロボウラー。JPBA第47期生（ライセンスNo.515）。所属はアソビックス。身長167cm。血液型0型。右投げ。

## 略歴
1995年2月13日生まれ。三重県四日市市伊坂台の出身。妹が1人の2人姉妹。妹の坂倉凛もプロボウラー。ボウリングを本格的に始めたのは高校一年生。それまで部員1名だったが、3人で部の立ち上げに貢献。桑名グランドボウルにて腕を磨いた。
学校法人津田学園高等学校卒業。
2014年5月18日、JPBAプロ資格取得テスト（プロテスト）に初挑戦で合格し、プロ入りを果たした。2022年現在、妹とともにアソビックスあさひに所属し、同スタッフとして勤務している。
2018年11月3日、第41回STORMジャパンオープンボウリング選手権において、自身初のパーフェクトを達成。第41回STORMジャパンオープンボウリング選手権
2024年3月22日、スカイAカップ 第45回 関西オープン[女子]ボウリングトーナメントにおいて、自身2度目のパーフェクトを達成。。

## 人物
- 師匠は青木彰彦プロ、木村紀夫プロ、志水明彦プロ、吉田文啓プロ[5]。
- 趣味・特技は、飛行機を見に行くこと。
- 目標：早期の1勝目。2025年シーズン、永久A級ライセンス(通称、金枠ワッペン)の獲得を目指す(2024年シーズン終了時点、4年連続)。日本でまず活躍し、ユニフォーム契約でお世話になっているSOSIO(韓国メーカー)の本拠地：韓国でも有名なプロになりたい。韓国の試合でも活躍したい。座右の銘は「笑顔に理由なし」[5]。

## プロ入り後の主な戦績
※10位以内の順位のみ

### 公式戦
- 通算成績 0勝
- 公認パーフェクトゲーム達成 2回

#### 2017年
- 第33回 六甲クイーンズオープン - 4位
- 中日杯2017東海オープンボウリングトーナメント女子- 6位

#### 2019年
- 2019宮崎プロアマオープン - 5位
- 2019下半期女子順位戦 - 1位

#### 2021年
- コカ・コーラカップ 2021千葉オープン女子 - 6位

#### 2022年
- 大岡産業レディース[THE OPEN]トーナメント2022 - 8位
- 中日杯2022東海オープンボウリングトーナメント女子- 6位

#### 2023年
- グリコセブンティーンアイス杯 第10回プロボウリングトーナメント - 3位
- 第44回 JLBCクイーンズオープンプリンスカップ - 9位

#### 2024年
- スカイAカップ 第45回 関西オープン[女子]ボウリングトーナメント - 7位
- 中日杯2024東海オープンボウリングトーナメント女子- 8位
- 2024山梨レディースボウリングトーナメント - 10位
- 第45回 JLBCクイーンズオープンプリンスカップ - 6位

## リンク
- JPBA日本プロボウリング協会選手データ 坂倉にいな
- 坂倉 にいな - Facebook